# Procédé BMA
Le procédé BMA  (Blausaüre aus Methan und Ammoniak = acide cyanhydrique à partir du méthane et de l'ammoniaque), appelé aussi procédé Degussa, est un procédé chimique pour la fabrication de l'acide cyanhydrique développé par Degussa en 1958.
Le procédé est semblable à celui du procédé Andrussow avec la réaction du méthane en présence d'ammoniaque, mais sans dioxygène :
{\displaystyle CH_{4}+NH_{3}\rightarrow HCN+3H_{2}}.
Le procédé est endothermique et nécessite une température de réaction au-dessus de 1 200 °C. Un catalyseur de platine est utilisé. Un mélange d'ammoniaque et de méthane (gaz naturel avec une composition supérieure à 50 % en méthane) passe dans un réacteur multi-tubes. Le rapport NH3/CH4 doit être compris entre 1,01 et 1,08 pour éviter une déposition de résidu sur le catalyseur.
Le mélange passe ensuite dans une colonne d'absorption pour éliminer l'ammoniaque n'ayant pas réagi avec de l'acide sulfurique puis dans une deuxième colonne d'absorption où l'acide cyanhydrique est séparé des gaz par absorption dans de l'eau. Finalement, le mélange aqueux contenant l'acide est purifié dans une colonne de rectification où l'acide atteint une haute pureté (>99 %).
L'intérêt du procédé est dans la haute conversion des réactifs (>90 % en méthane). Toutefois, du fait de son endothermicité (ΔrH=+251kJ/mol), ce procédé nécessite un apport en énergie non négligeable.
Au XXIe siècle, deux groupes industriels utilisent ce procédé pour la production d'acide cyanhydrique : Degussa et Lonza.